# Kukulje (Bośnia i Hercegowina)
Kukulje (cyr. Кукуље) – wieś w Bośni i Hercegowinie, w Republice Serbskiej, w gminie Srbac. W 2013 roku liczyła 842 mieszkańców.